# Paunat
Paunat là một xã của Pháp, nằm ở tỉnh Dordogne trong vùng Aquitaine của Pháp. Paunat có diện tíc 18,28 km2, dân số năm 2005 là 302 người. Paunat nằm ở khu vực có độ cao tối đa 216 m.

## Thông tin nhân khẩu
| Năm    | 1962 | 1968 | 1975 | 1982 | 1990 | 1999 | 2005 |
| ------ | ---- | ---- | ---- | ---- | ---- | ---- | ---- |
| Dân số | 298  | 282  | 226  | 217  | 246  | 271  | 302  |